# Supporters Range
Die Supporters Range (englisch für Unterstützer-Kette) ist eine schroffe antarktische Gebirgskette von rund 40 km Länge in der antarktischen Ross Dependency. Sie flankiert den Mill-Gletscher östlich und erstreckt sich vom Keltie-Gletscher im Norden bis zum Mill-Stream-Gletscher im Süden. Zu ihr zählen:
- Mount White (3470 m)
- Mount Iveagh (3422 m)
- Mount Westminster (3370 m)
- Mount Kinsey (3110 m)
- Mount Henry Lucy (3020 m)

Teilnehmer einer von 1961 bis 1962 durchgeführten Kampagne im Rahmen der New Zealand Geological Survey Antarctic Expedition benannten sie in Anlehnung an einige ihrer Gipfel, die der britische Polarforscher Ernest Shackleton im Rahmen seiner Nimrod-Expedition (1907–1909) entdeckt und nach Unterstützern der Expedition benannt hatte.